# Idalus tuisana
Idalus tuisana är en fjärilsart som beskrevs av William Schaus 1910. Idalus tuisana ingår i släktet Idalus och familjen björnspinnare. Inga underarter finns listade i Catalogue of Life.